# Château de la Genouillerie
 (mars 2025).
Motif : Absence de sources centrées
- Archive Wikiwix
- Bing
- Cairn
- DuckDuckGo
- E. Universalis
- Gallica
- Google
- G. Books
- G. News
- G. Scholar
- Persée
- Qwant
- (zh) Baidu
- (ru) Yandex
- (wd) trouver des œuvres sur Wikidata

| 1. | Préciser le motif de la pose du bandeau. | Précisez le motif de la pose du bandeau en utilisant la syntaxe suivante : {{admissibilité à vérifier\|date=avril 2025\|motif=remplacez ce texte par le motif}}                                 |
| 2. | Informer les utilisateurs concernés.     | Pensez à avertir le créateur de l'article, par exemple, en insérant le code ci-dessous sur sa page de discussion : {{subst:avertissement admissibilité à vérifier\|Château de la Genouillerie}} |

Le château de la Genouillerie est un château français situé à Saint-Brice, dans le département de la Mayenne et la région des Pays de la Loire.

## Situation
Il est situé 1 km à l'est du bourg[réf. incomplète].

## Désignation
- La Genoüillière, manoir (Hubert Jaillot).

## Histoire
Il s'agissait d'un fief et domaine mouvant de Saint-Brice, ayant droit de colombier mais non de fuie. Les commis du comte du Maine vinrent en 1476 faire la visite du moulin et firent remarquer que les « moulaias » étaient à « point carré ». Guillaume de la Genouillerie prit mal leur observation ; il appela ses gens et jura « par le Sang-Dieu » qu'il les enverrait bien. Sa femme ajouta qu'il en était venu d'autres mais qu'elle « les avoit si bien fait battre, qu'il ne seroit jamais qu'ils n'en sentissent les coups ».

## Seigneurs
La famille de Martigné  porta à l'origine le nom de la terre de la Genouillerie (Saint-Brice), qui en conserva le souvenir dans des armes parlantes : d'azur à 3 genouillères d'argent, 2 et 1 et dont une branche prit le nom de la terre de Martigné. Antoine de Martigné, chevalier de l'ordre du Porc-Épic, est signalé avec Mathurin, son fils, parmi les personnages qui florissaient en Anjou au XVe siècle ; le dernier fut tué au siège d'Ast, en Italie, sous Charles VIII.

### Sources et bibliographie
- « Genouillerie (la) », dans Alphonse-Victor Angot et Ferdinand Gaugain, Dictionnaire historique, topographique et biographique de la Mayenne, Laval, A. Goupil, 1900-1910 [détail des éditions] (BNF 34106789, présentation en ligne)